# Denis Marie de Mélotte d'Envoz
Denis Marie de Mélotte d'Envoz, né à Liège, le 26 novembre 1780 et mort à Couthuin le 17 mai 1856 , est un homme politique belge, bourgmestre de Liège lors de la période du Royaume uni des Pays-Bas et orangiste, soutenant le roi Guillaume Ier durant la participation liégeoise à la Révolution belge de 1830. 

## Biographie
Denis Mélotte est le fils de Gisbert de Mélotte, bourgmestre de Liège, conseiller du prince-évêque de Liège, et d'Anne de Nizet.
En 1817, sous le Royaume uni des Pays-Bas, il est nommé chevalier de l'Ordre du Lion néerlandais. La même année, il est reconnu noble de droit héréditaire avec le titre de chevalier, transmissible à tous ses descendants mâles, et admis dans la noblesse de la province de Liège.
Il est propriétaire terrien à Liège et, sous le régime français, maire de Couthuin, aujourd'hui commune d'Héron. Après être devenu bourgmestre de la plus grande ville wallonne en 1817 et curateur de l'université de Liège, il siège également aux États provinciaux de la province de Liège. Il est membre de la Seconde Chambre des États généraux du 19 octobre 1819 au 18 octobre 1830. Il est l'un des rares députés des Pays-Bas méridionaux à répondre par la négative à la question de la séparation du Nord et du Sud.
En février-mars 1831, il est impliqué dans une tentative de contre-révolution manquée contre le Gouvernement provisoire dans le but de remettre le roi Guillaume Ier ou son fils sur le trône belge. Sa maison est pillée par les partisans de l'Association.
Mélotte épouse en 1820 Joséphine de Géradon (1798-1853). Ils ont une fille unique, Anne-Marie de Mélotte (1821-1878), qui épouse le comte François Carpentier de Changy (1819-1889).
Cette branche familiale s'éteint avec la mort de Denis de Mélotte.